# Viktor Zemcev
Viktor Mykolajovyč Zemcev (in ucraino Віктор Миколайович Земцев?; Avdiïvka, 14 febbraio 1973) è un triatleta ucraino.

## Carriera
Si è laureato campione del mondo di triathlon long distance nel 2005 a Fredericia.
Ha vinto, inoltre, diverse competizioni internazionali su distanza Ironman.

## Titoli
- Campione del mondo di triathlon long distance (Élite) - 2005
- Ironman: 
  - Austria - 2002, 2003, 2004
  - Coeur d'Alene - 2005, 2007
  - Lake Placid - 2006
  - Louisville - 2009
  - Canada - 2010